# Mesocorixa
Mesocorixa is een geslacht van wantsen uit de familie van de Corixidae (Duikerwantsen). Het geslacht werd voor het eerst wetenschappelijk beschreven door Hong & Wang in 1990.

## Soorten
Het genus bevat de volgende soorten:

- Mesocorixa nanligezhuangensis Hong & Wang, 1990
- Mesocorixa tenuielythris Weyenbergh, 1869